# Гірняк темнорудий
Гірняк темнорудий (Erebia ligea) — вид денних метеликів родини Сонцевики (Nymphalidae).

## Поширення
Вид поширений у лісовій зоні Північної Європи та Північної Азії, та у гірських системах Центральної Європи. Ареал протягується від Французьких Альп до Японії. В Україні трапляється у Карпатах та Закарпатті.

## Опис
Довжина переднього крила 19-26 мм. Крила зверху з червонувато-коричневою постдискальною перев'яззю, на якій розташовані по 3-4 чорних (зазвичай зі світлим центром) вічка на кожному крилі. Бахромка строката. Передні крила самців з вузьким андроконіальним полем в центрі крила, який добре видимий на просвіті.

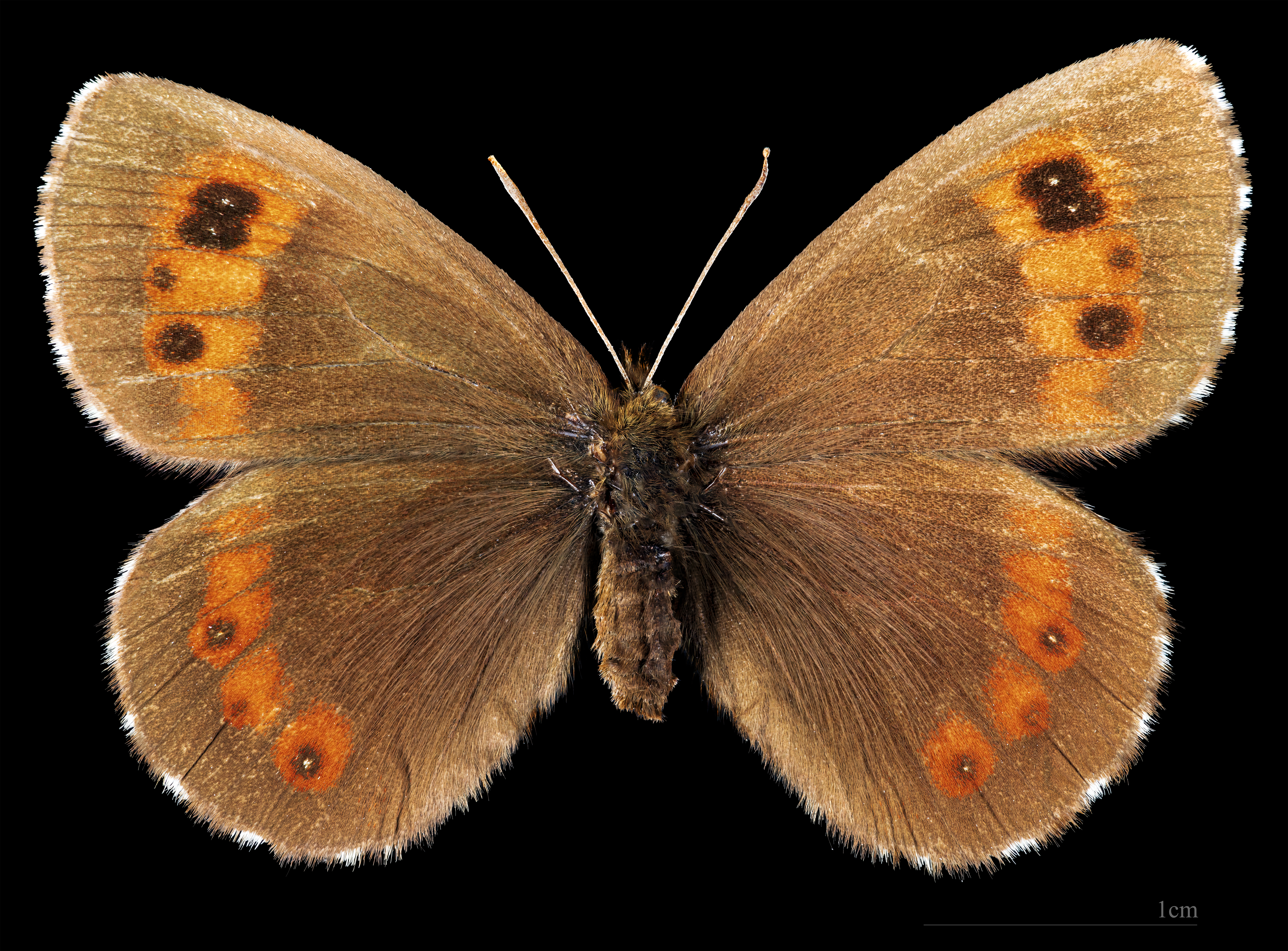
Erebia ligea ligea ♀
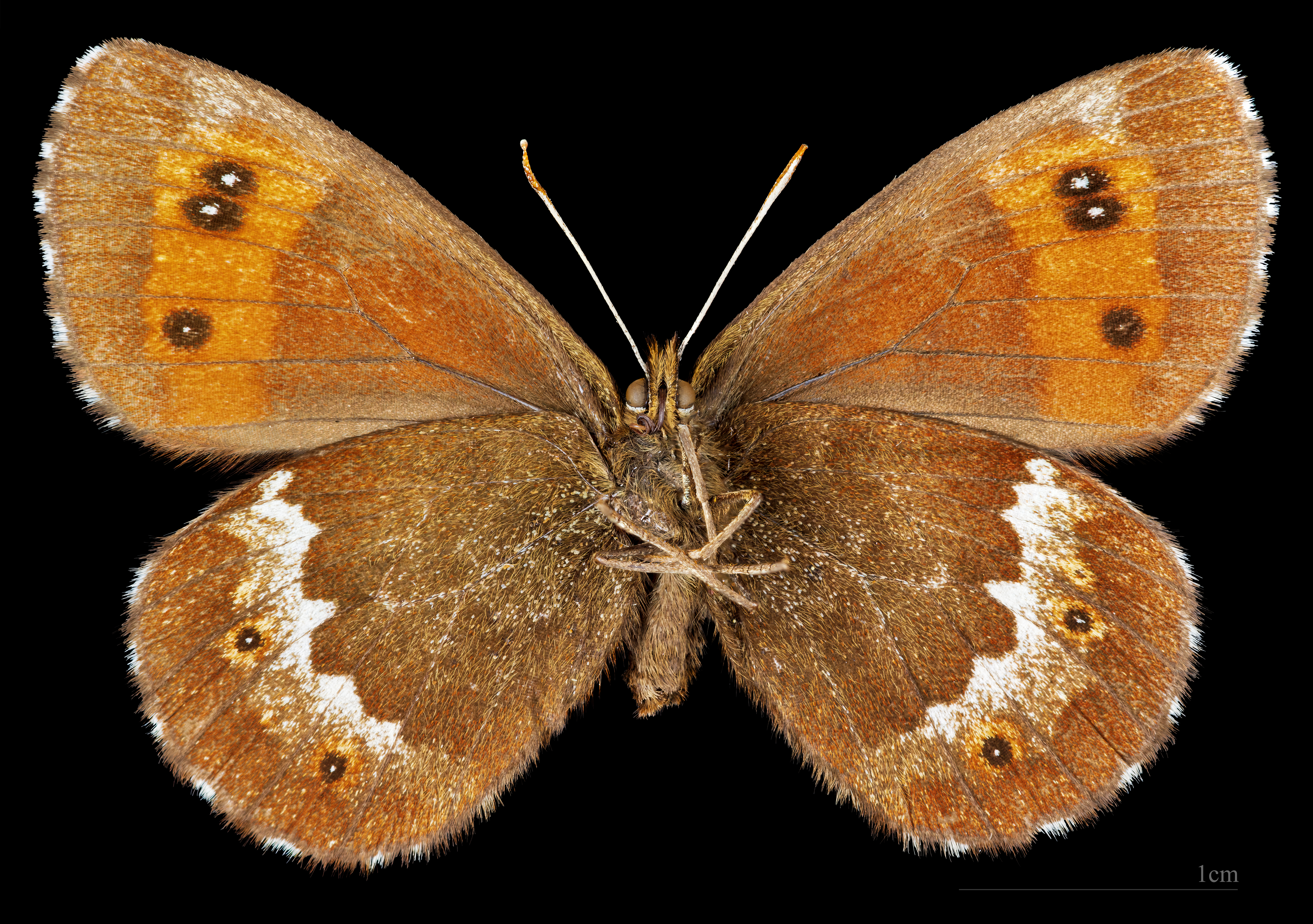
Erebia ligea ligea  ♀ △

## Спосіб життя
Населяє рідколісся, узлісся і галявини змішаних лісів, іноді відлітають на десятки метрів від лісу. Метелики літають з кінця червня до кінця серпня. Самиці відкладають яйця по одному на кормові рослини. Гусениця живляться злаковими рослинами, зокрема, куничником, щучником, пальчаткою, просом, тонконогом, осокою, просянкою. Зимує гусениця.